# Exocentrus josephi
Exocentrus josephi är en skalbaggsart som beskrevs av Duvivier 1890. Exocentrus josephi ingår i släktet Exocentrus och familjen långhorningar. Inga underarter finns listade i Catalogue of Life.